# Ceratium boehmii
Ceratium boehmii is een soort in de taxonomische indeling van de Myzozoa, een stam van microscopische parasitaire dieren. Het organisme komt uit het geslacht Ceratium en behoort tot de familie Ceratiaceae. Ceratium boehmii werd in 1911 ontdekt door Jorgensen.